# Dorothy Stafford
Dorothy Stafford, född Stafford 1 oktober 1526, död 22 september 1604, var en engelsk hovfunktionär. Hon var överhovmästarinna hos drottning Elisabet I av England under hela hennes regeringstid, från 1559 till 1603.

## Biografi
Dorothy Stafford var dotter till Henry Stafford, 1:e baron Stafford och Ursula Pole. Som dotterdotter till Margaret Pole hade hon en avlägsen arvsrätt till den engelska tronen. Hon gifte sig 1545 med William Stafford, änkling efter Elisabets moster Mary Boleyn, och blev mor till sex barn. 
Dorothy Stafford och hennes make var övertygade protestanter och gick i exil till Schweiz under motreformatorn Maria I av Englands regeringstid. I Schweiz blev Jean Calvin gudfar till hennes son. Hon blev änka 1556. Vid Elisabets tronbestigning 1559 återvände Stafford till England, där hon utnämndes till mistress of the robes, alltså överhovmästarinna, det högsta ämbete en kvinna kunde ha vid hovet. 

### Hovkarriär
Hon tillhörde Elisabets personliga vänner och förtrogna och använde vid flera tillfällen sitt inflytande för att utverka befordringar och göra rekommendationer till ämbeten. Det nämns hur hon tillsammans med Katherine Ashley och Blanche Parry vårdade drottningen under hennes sjukdom 1564. 
Hon beskrivs som klok och diskret, och det antas ha varit i hennes sällskap Elisabet dinerade med Alencon och Frankrikes ambassadör de Simier privat under friarbesöket 1579. År 1582 ska Stafford, Blanche Parry och Mary Scudamore tillsammans ha legat och gråtit i sängen med Elisabet medan de övertalade henne att inte gifta sig med Alencon och därmed dela sin makt med en katolik. 
Tack vare hennes inflytande hos drottningen utnämndes hennes son Edward Stafford till ambassadör i Frankrike 1583. När han 1585 blev anklagad för att ha varit inblandad i en smädeskrift som cirkulerade om drottningen och earlen of Liecester i Frankrike, fick hans mor agera medlare för honom inför monarken. År 1586 blev hennes yngre son William Stafford inblandad i den så kallade Staffordkomplotten, där han i samband med Michal Moody och den franska ambassadören anklagades för att ha velat spränga drottningen i luften genom att placera krut under hennes säng. Det är möjligt att denna komplott var konstruerad av Walsingham för att få den franske ambassadören utvisad, vilket han blev för Stafford blev aldrig åtalad och dömd utan fick endast sitta en tid i Towern. 
Inför Maria Stuarts avrättning 1586 ska Dorothy Stafford, som var drottningens sängkamrat, en natt ha vaknat skrikande och talat om för Elisabet att hon hade drömt att dennas huvud skulle falla strax efter Marias om hon blev avrättad, varpå Elisabet hade sagt att även hon haft samma dröm och därför skulle vägra signera Marias avrättningsorder. 
Dorothy Stafford tillhörde Elisabets närmaste umgängeskrets fram till dennas död 1603. Hon närvarade inte vid begravningen, kanske av hälsoskäl, då hon avled året därpå.